# IRobot Create

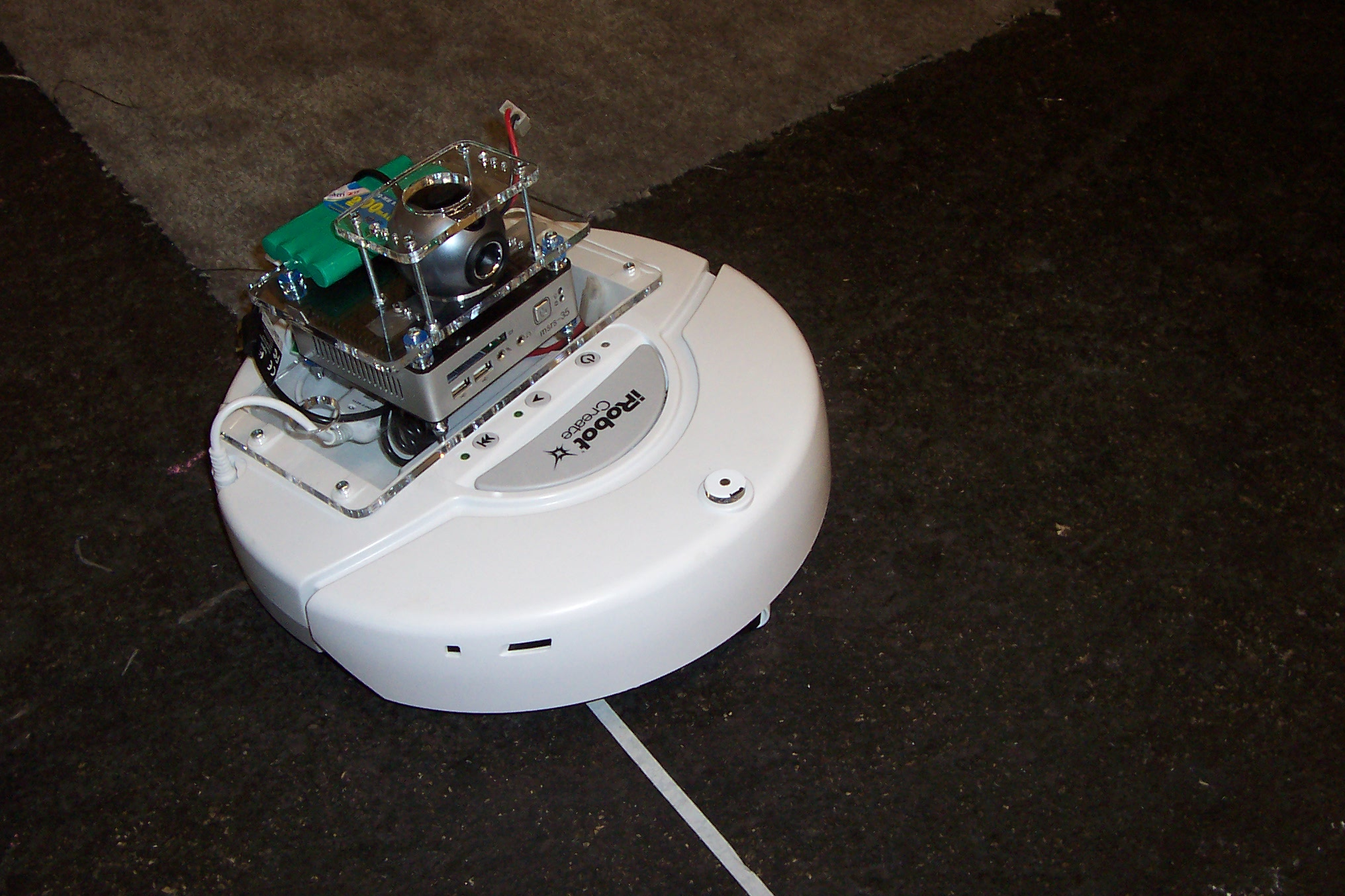
カメラと小型コンピュータを備えたiRobot

iRobot create（アイロボット・クリエイト）はiRobotによって製造される趣味用のロボットで、2007年に掃除用のルンバを基に開発された。iRobotクリエイトはロボットの開発とルンバのハッキングを通じて技術を高める事を想定して設計された。クリエイトはルンバの掃除機の吸引部を取り除き、荷物入れと同様にシリアル通信用のDB-25ポート、デジタル入出力端子、アナログ入出力端子と電力供給を備えた。クリエイトは同様にセンサのデータを読んで iRobotルンバ・オープン・インターフェース (ROI) プロトコルを使用してモーターの指令を利用できるようにする7-ピンMini-DINシリアルポートを備える。
プラットフォームはiRobotの第二世代のルンバ400シリーズ用に設計された全ての付属品を事実上受け入れることを想定し、同様にiRobot独自のコマンドモジュール（USBコントローラを備えたマイクロコントローラと4個のDE-9拡張ポートを備える）でプログラム出来る。2013年現在、コマンドモジュールはもはや販売されていない。。古いコマンドモジュールを置き換える代わりにiRobotはArduinoやRaspberry Piのような市販のシングルボードコンピュータで処理能力を追加する使い方を奨励する。

## 形式
形式は主に3種類あり、2007年に登場したirobot create 初代、2014年にirobot create 2(ルンバ600シリーズをベースとする)が登場し、2019年に、irobot create 3(ルンバi3シリーズをベースとする)を発表した。

## 制御装置
iRobotコマンドモジュールの記憶容量と処理能力の限界により、多くの人は外部のコンピュータをクリエイトロボットの制御に選んだ。内蔵されたシリアルポートはセンサのデータの送信と制御の指令を受信できるのでシリアル通信に対応したどの組み込み式コンピュータも制御用コンピュータとして使用できた。
iRobot クリエイトは複数のロボットインターフェースサーバー/シミュレータに対応する。特筆すべきはルンバ用のPlayer Projectデバイスインターフェースが含まれることで、Player 2.1の中でクリエイト・インターフェースが開発された。ユニバーサル・リアルタイム・ビヘイビア・インターフェース(URBI)環境も同様にクリエイトのインターフェースに含まれる。
マイクロソフト・ロボティックス・ディベロッパー・スタジオとWebotsシミュレーション環境はiRobotクリエイトモデルを含む。

## コミュニティ

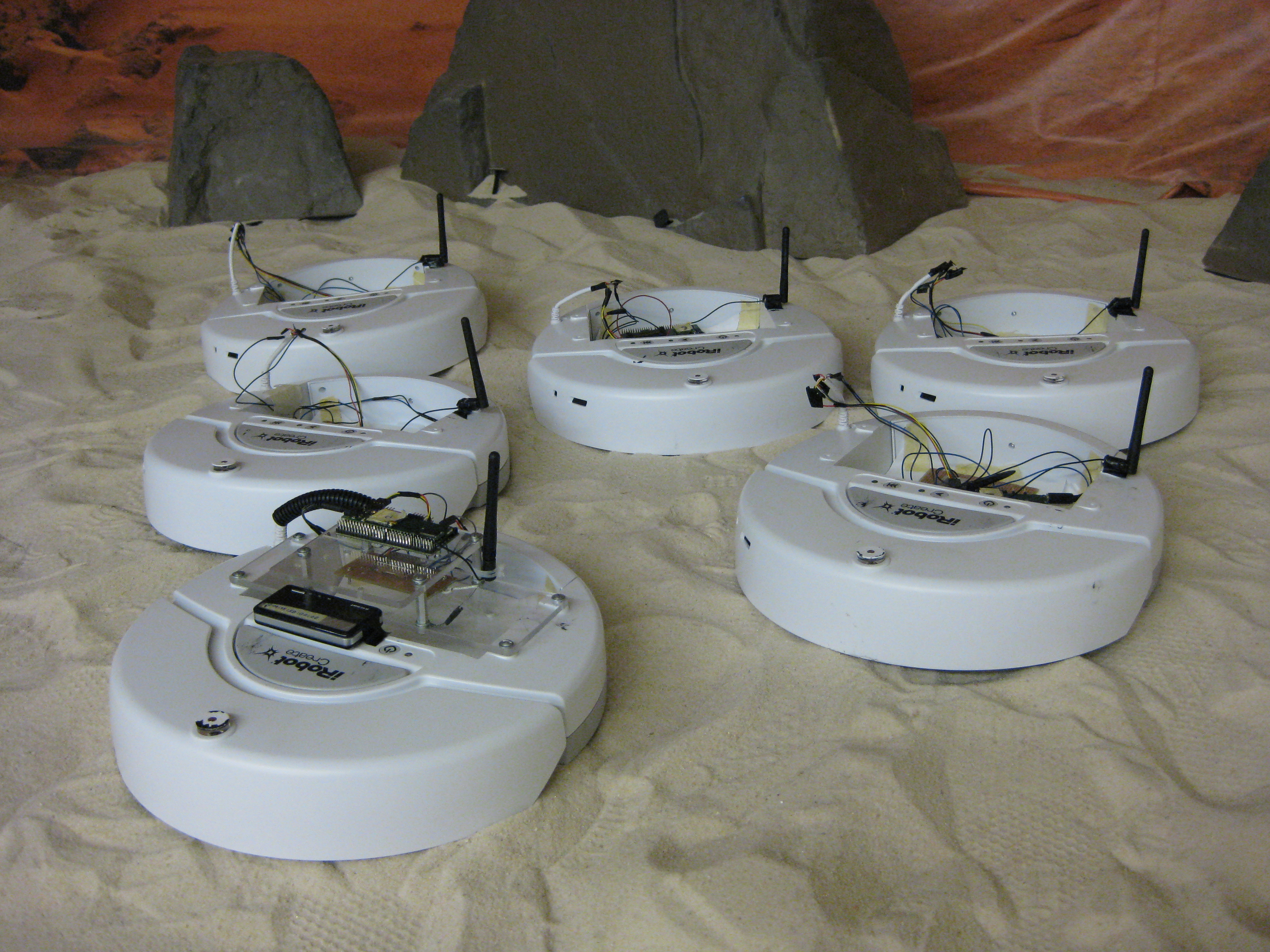
ジョージア工科大学のiRobot クリエイトロボットチーム

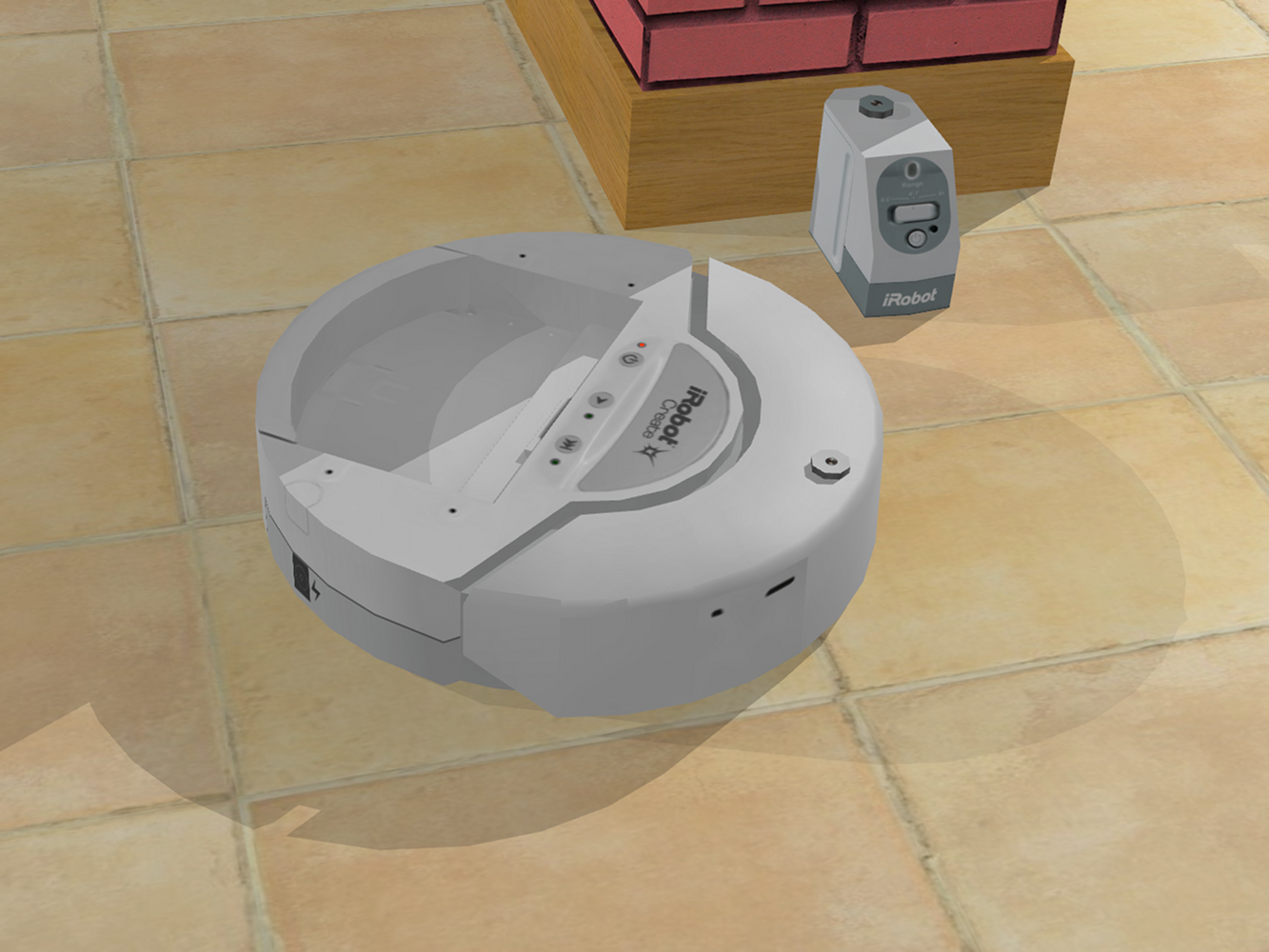
Webots内でのiRobotクリエイトのシミュレーション

iRobotクリエイトはロボット研究と愛好家のコミュニティでは人気がある。iRobotクリエイトプロジェクトのいくつかの例を示す。
- iRobotクリエイトは2007年以降、国際Botball（英語版）競技用の部品キットが含まれる[11]。
- iRobotクリエイトはブラウン大学の自動ロボット課程で主プラットホームとして使用される[12]。
- iRobotクリエイトとシミュレータがMATLAB内で開発され、コーネル大学の自律移動ロボット課程で使用される[13]。
- US$500、ハッカーJohnny Chung LeeはiRobotクリエイトとネットブックを組み合わせて遠隔ロボットを作った[14]。
- iRobotクリエイトとKinectを組み合わせて学生のPhilipp Robbelは3D マッピングロボットを作った[15]。

### 競技
2007年にiRobotは「機能的で役に立ち、面白く、気まぐれか単純に驚くべき革新的なロボット」の開発を目標とした賞金US$5,000の「クリエイト・チャレンジ」を開催した。優勝者は「所有者の薬を取るために照明を点けたり消したりして家電製品を制御する」「パーソナル・ホーム・ロボット」を作った Danh Trinh だった。